# Chiasmus curtipennis
Chiasmus curtipennis är en insektsart som beskrevs av Oshanin 1871. Chiasmus curtipennis ingår i släktet Chiasmus och familjen dvärgstritar. Inga underarter finns listade i Catalogue of Life.